# Temelucha concava
Temelucha concava là một loài tò vò trong họ Ichneumonidae.